# Ambly
Ambly is een dorp in de Belgische provincie Luxemburg en een deelgemeente van Nassogne. 
Ambly is een landbouwdorp gelegen in de Famenne op de grens met de provincie Namen waar het tot 1977 als zelfstandige gemeente deel van uitmaakte. Het dorp ligt in een vallei aan de voet van het Ardense plateau. Meer dan een derde van de oppervlakte is bos.

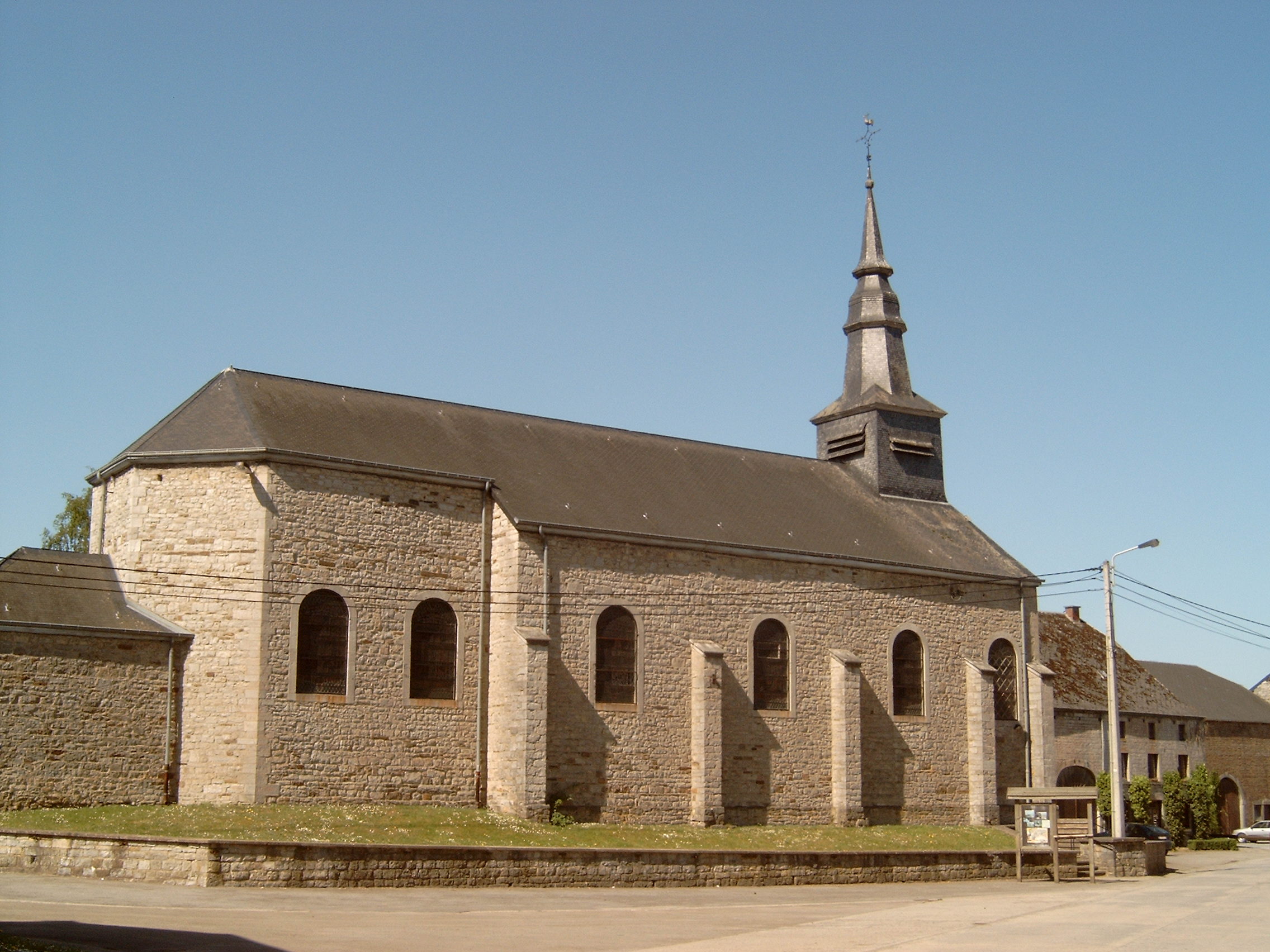
Eglise Saint-Jean-Baptiste

## Geschiedenis

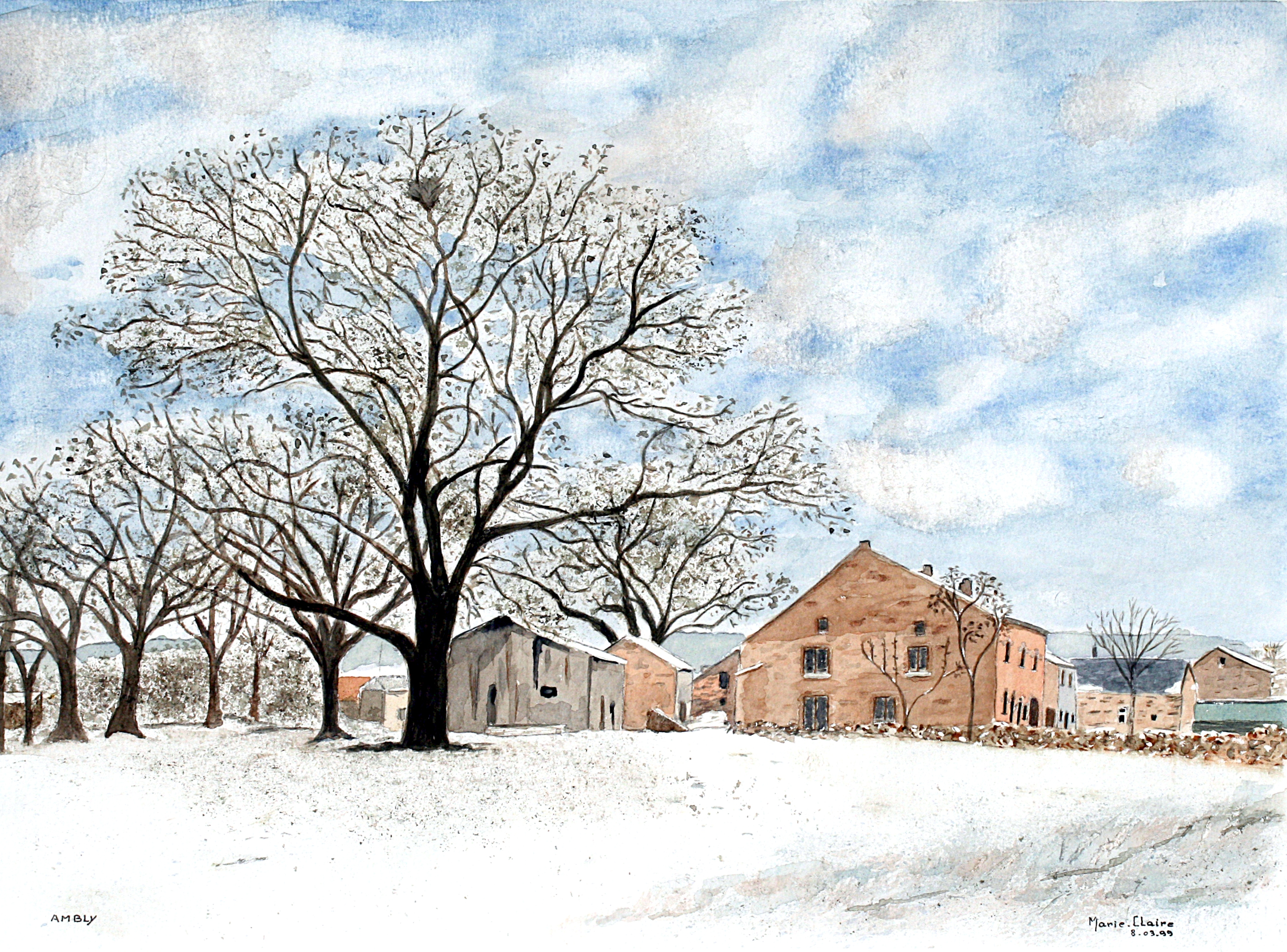
De oude dorpsboerderij.

Ambly behoorde vanaf 1289 tot het hertogdom Brabant en kwam in 1351 in handen van de heer van Rochefort. Later werd het een betwist gebied tussen het hertogdom Luxemburg en het prinsbisdom Luik. In 1548 werd bepaald dat Ambly eigendom was van het prinsbisdom. Dit betekende niet het einde van het geschil van in de 18e eeuw maakte het hertogdom Luxemburg opnieuw aanspraak op het dorp. In 1795 werd Ambly een zelfstandige gemeente. Bij de fusie van 1977 werd Ambly een deelgemeente van Nassogne. Hierdoor verhuisde het van het arrondissement Dinant (provincie Namen) naar het arrondissement Marche-en-Famenne (provincie Luxemburg).
Vanaf de 16e eeuw was er een kapel die bediend werd door de pastoor van Nassogne. Vanaf 1808 werd het een zelfstandige parochie die ook het gehucht Forrières-Notre-Dame van de gemeente Forrières omvatte. In 1838 werd dit gehucht afgescheiden van de parochie.
In de 19e eeuw werd een deel van de bossen gerooid om plaats te maken voor landbouwgrond. Buiten enkele steengroeven is er geen industrie in het dorp.

## Bezienswaardigheid
- De dorpskerk uit 1855 die toegewijd is aan Johannes de Doper.

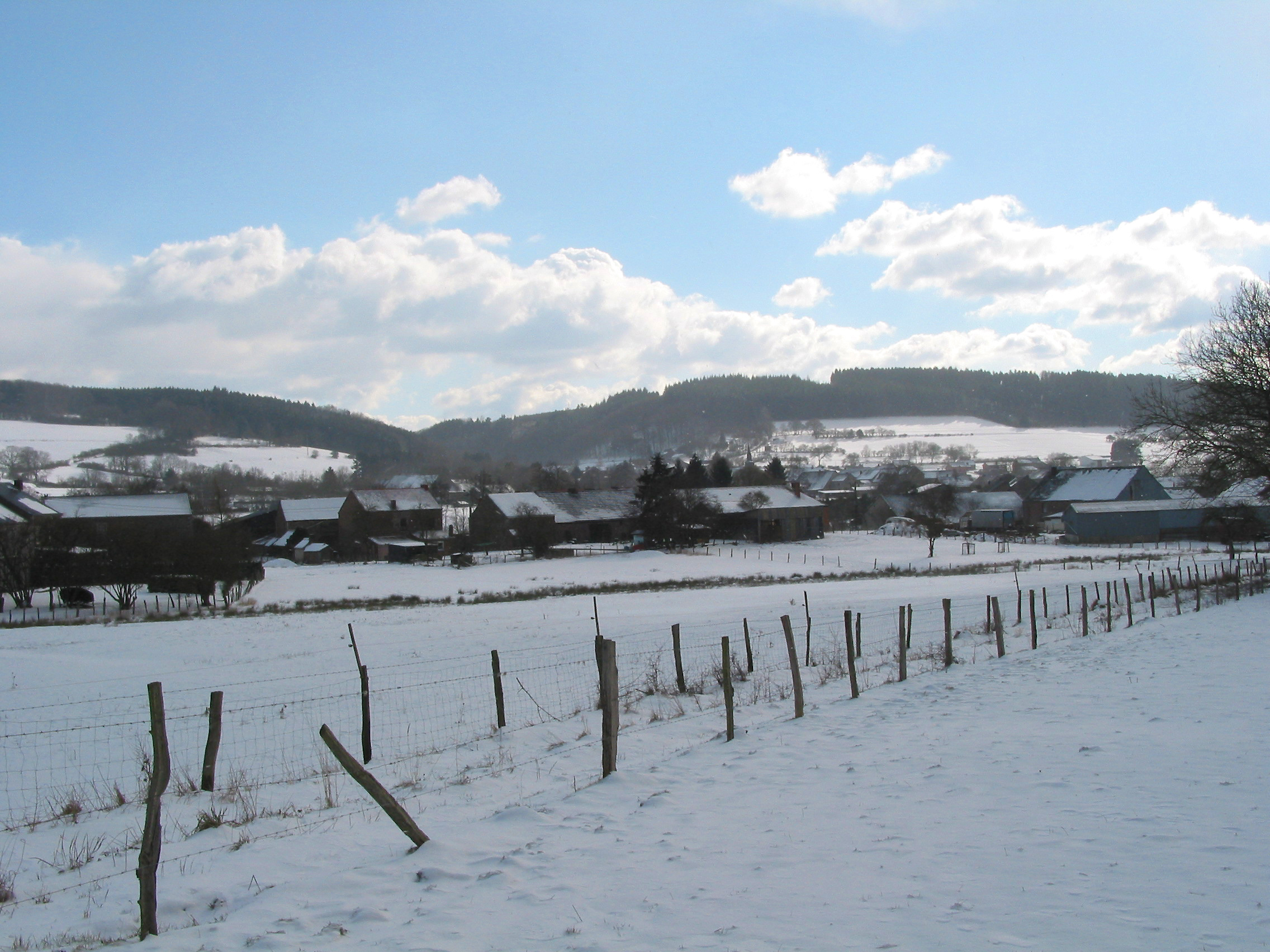
Zicht op Ambly
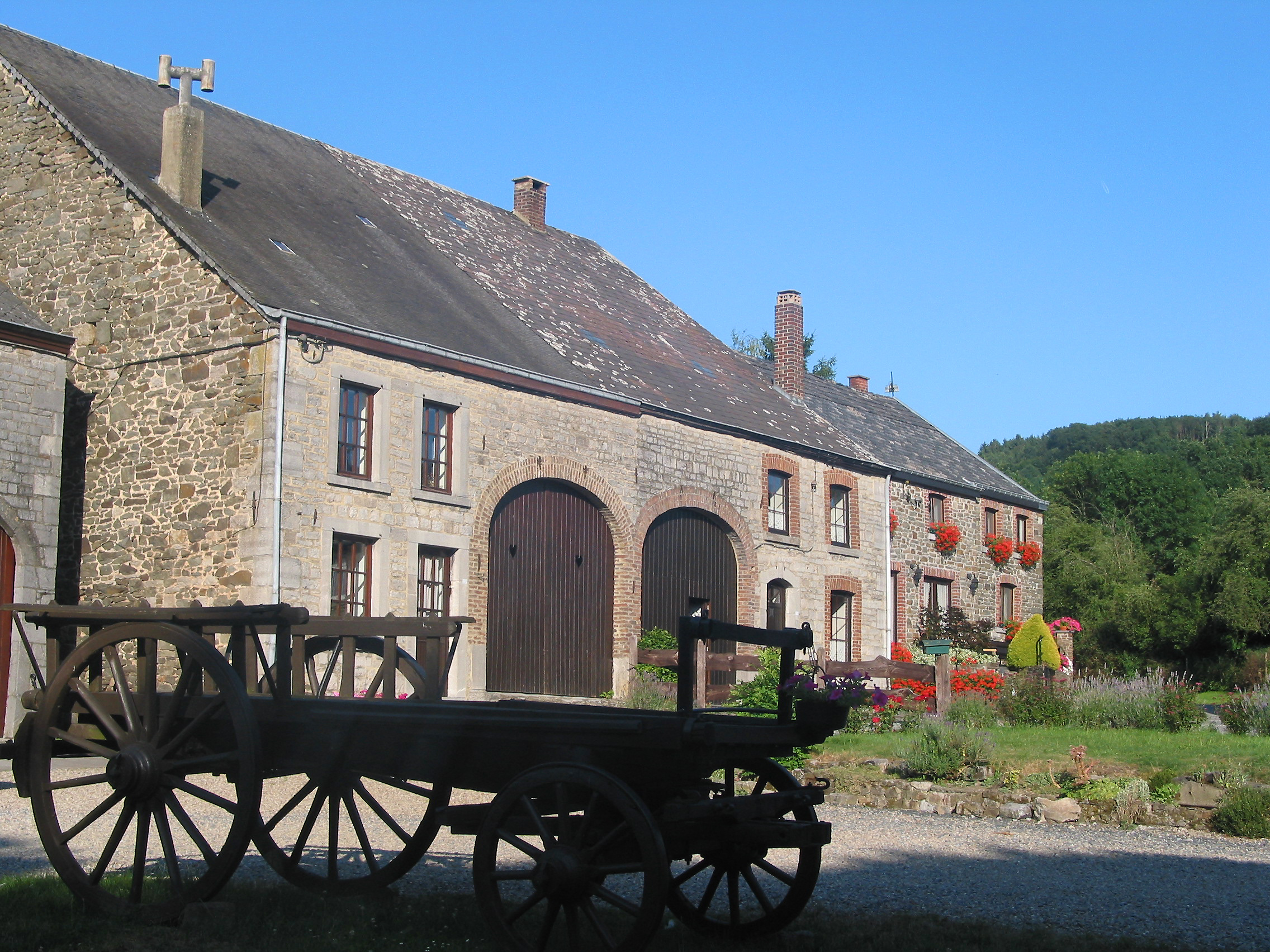
Boerderij uit de 19e eeuw van Ardense materialen
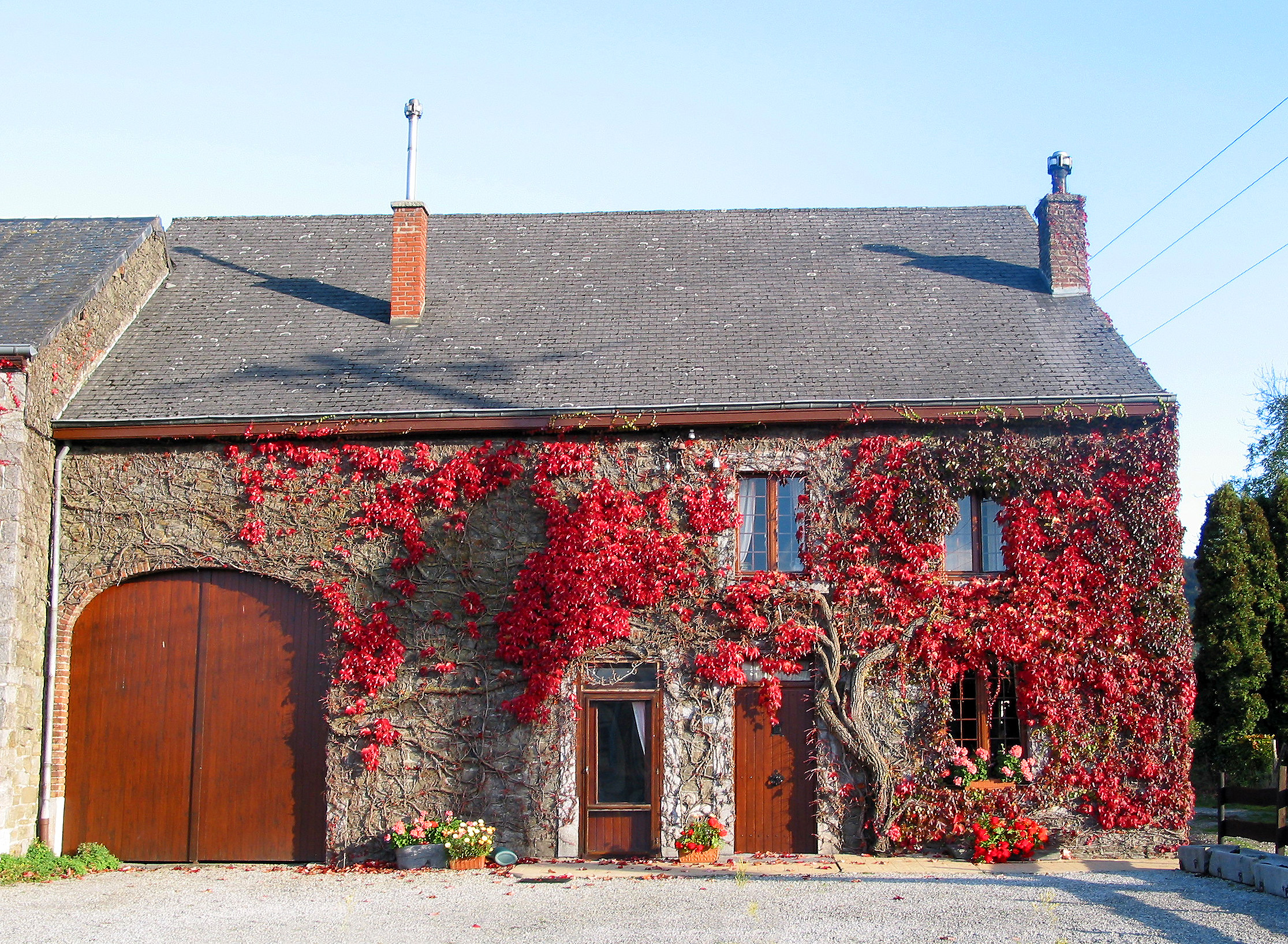
Boerderij met een wilde wingerd

## Brouwerij
In Ambly bevindt zich sinds 1996 een ambachtelijke brouwerij Brasserie Saint-Monon, waar onder andere de volgende bieren gebrouwen worden:
- Cuvée de la Géronne
- St-Monon brune

## Demografische ontwikkeling
Bron: INS, 1831 t/m 1970=volkstellingen; 1976=inwoneraantal op 31 december
Deelgemeenten: Ambly · Bande · Forrières · Grune · Harsin · Lesterny · Masbourg · Nassogne

Overige dorpen: Charneux · Chavanne · Mormont

Belgische gemeenten · Arrondissement Marche-en-Famenne · Luxemburg · Wallonië